# Снокволмі-Пасс (Вашингтон)
Снокволмі-Пасс (англ. Snoqualmie Pass) — переписна місцевість (CDP) в США, в окрузі Кіттітас штату Вашингтон. Населення — 372 особи (2020).

## Географія
Снокволмі-Пасс розташоване за координатами 47°24′5″ пн. ш. 121°24′40″ зх. д. / 47.40139° пн. ш. 121.41111° зх. д. (47.401470, -121.411027).  За даними Бюро перепису населення США в 2010 році переписна місцевість мала площу 7,58 км², уся площа — суходіл.

### Клімат
| Клімат : Снокволмі-Пасс | Клімат : Снокволмі-Пасс | Клімат : Снокволмі-Пасс | Клімат : Снокволмі-Пасс | Клімат : Снокволмі-Пасс | Клімат : Снокволмі-Пасс | Клімат : Снокволмі-Пасс | Клімат : Снокволмі-Пасс | Клімат : Снокволмі-Пасс | Клімат : Снокволмі-Пасс | Клімат : Снокволмі-Пасс | Клімат : Снокволмі-Пасс | Клімат : Снокволмі-Пасс | Клімат : Снокволмі-Пасс |
| Показник                | Січ.                    | Лют.                    | Бер.                    | Квіт.                   | Трав.                   | Черв.                   | Лип.                    | Серп.                   | Вер.                    | Жовт.                   | Лист.                   | Груд.                   | Рік                     |
| Середній максимум, °C   | −0,1                    | 2,8                     | 5,8                     | 9,6                     | 14,0                    | 17,2                    | 21,3                    | 20,9                    | 18,1                    | 12,2                    | 4,1                     | 0,8                     | 10,6                    |
| Середній мінімум, °C    | −6,1                    | −4,7                    | −3,3                    | −0,9                    | 1,4                     | 4,7                     | 7,8                     | 7,9                     | 5,4                     | 2,0                     | −2,1                    | −4,4                    | 0,4                     |
| Норма опадів, мм        | 317                     | 227                     | 187                     | 145                     | 110                     | 101                     | 47                      | 56                      | 106                     | 164                     | 326                     | 353                     | 2137                    |
| ----------------------- | ----------------------- | ----------------------- | ----------------------- | ----------------------- | ----------------------- | ----------------------- | ----------------------- | ----------------------- | ----------------------- | ----------------------- | ----------------------- | ----------------------- | ----------------------- |
| Джерело:                |                         |                         |                         |                         |                         |                         |                         |                         |                         |                         |                         |                         |                         |

## Демографія
Згідно з переписом 2010 року, у переписній місцевості мешкало 311 особа в 150 домогосподарствах у складі 74 родин. Густота населення становила 41 особа/км².  Було 526 помешкань (69/км²).
Расовий склад населення:
| - 91,0 % — білих - 1,3 % — корінних американців - 1,3 % — азіатів - 0,3 % — чорних або афроамериканців - 4,2 % — осіб інших рас |

До двох чи більше рас належало 1,9 %. Частка іспаномовних становила 5,8 % від усіх жителів.
За віковим діапазоном населення розподілялося таким чином: 16,7 % — особи молодші 18 років, 76,2 % — особи у віці 18—64 років, 7,1 % — особи у віці 65 років та старші. Медіана віку мешканця становила 38,5 року. На 100 осіб жіночої статі у переписній місцевості припадало 120,6 чоловіків;  на 100 жінок у віці від 18 років та старших — 133,3 чоловіків також старших 18 років.
Середній дохід на одне домашнє господарство  становив 67 713 долари США (медіана — 53 250), а середній дохід на одну сім'ю — 69 173 долари (медіана — 55 625). За межею бідності перебувало 5,3 % осіб, у тому числі 50,0 % дітей у віці до 18 років та 0,0 % осіб у віці 65 років та старших.
Цивільне працевлаштоване населення становило 137 осіб. Основні галузі зайнятості: мистецтво, розваги та відпочинок — 25,5 %, транспорт — 16,1 %, науковці, спеціалісти, менеджери — 15,3 %.